# Blizzard (岩崎良美のアルバム)
『blizzard』（ブリザード）は、1986年11月21日にリリースされた、岩崎良美の12枚目のオリジナルアルバム。発売元はキャニオンレコード。

## 概要
前作『cruise』から僅か4カ月で発売されたアルバム。A面が歴代シングル14曲のメドレー、B面はオリジナル曲という構成になっている。B面の全ての編曲を武部聡志が担当している。
2004年6月に発売されたアルバムBOX『岩崎良美 CD-BOX 85-87 ぼくらのベスト3』では、DISC-4に収録され、2010年2月に発売された『岩崎良美 debut 30th Anniversary CD-BOX』では、シングル「タッチ」「愛がひとりぼっち」「チェッ!チェッ!チェッ!」「情熱物語」の英語バージョンやアレンジの異なるバージョンのメドレーなどが追加され、DISC-11に収録された。

## 収録曲

### LP

#### SIDE A
1. OPENING（15:56）
メドレー：チェッ!チェッ!チェッ!〜タッチ〜赤と黒〜プリテンダー〜LA WOMAN〜マルガリータ ガール〜愛してモナムール〜Vacance〜恋ほど素敵なショーはない〜くちびるからサスペンス〜化粧なんて似合わない(インスト)〜I THINK SO〜オシャレにKiss me〜ごめんねDarling〜愛がひとりぼっち〜チェッ!チェッ!チェッ!

#### SIDE B
- 全編曲：武部聡志

1. スロープに恋をして（4:39）
作詞：松井五郎／作曲：小室哲哉
2. Snow Lie（5:00）
作詞：麻生圭子／作曲：武部聡志
3. 粉雪のドレス（4:13）
作詞：松井五郎／作曲：和泉常寛
4. Blizzard（5:32）
作詞：麻生圭子／作曲：小室哲哉

### CD
1. OPENING
メドレー：チェッ!チェッ!チェッ!〜タッチ〜赤と黒〜プリテンダー〜LA WOMAN〜マルガリータ ガール〜愛してモナムール〜Vacance〜恋ほど素敵なショーはない〜くちびるからサスペンス〜化粧なんて似合わない(インスト)〜I THINK SO〜オシャレにKiss me〜ごめんねDarling〜愛がひとりぼっち〜チェッ!チェッ!チェッ!
2. スロープに恋をして
3. Snow Lie
4. 粉雪のドレス
5. Blizzard

#### 岩崎良美 debut 30th Anniversary CD-BOX +plus
1. コメント（blizzard）（1:25）
2. メドレー（9:11）
タッチ（EXTEND ENGLISH VERSION）〜愛がひとりぼっち（EXTEND ENGLISH VERSION）〜チェッ!チェッ!チェッ!（EXTEND ENGLISH VERSION）〜情熱物語（EXTEND ENGLISH VERSION）
3. メドレー（9:20）
タッチ（DUB VERSION）〜愛がひとりぼっち（DUB VERSION）〜チェッ!チェッ!チェッ!（DUB VERSION）〜情熱物語（DUB VERSION）
4. メドレー（9:06）
タッチ（EXTEND JAPANESE VERSION）〜愛がひとりぼっち（EXTEND JAPANESE VERSION）〜チェッ!チェッ!チェッ!（EXTEND JAPANESE VERSION）〜情熱物語（EXTEND JAPANESE VERSION）